# Echinobaetis phagas
Echinobaetis phagas is een haft uit de familie Baetidae. De wetenschappelijke naam van de soort is voor het eerst geldig gepubliceerd in 1989 door Mol.
De soort komt voor in het Australaziatisch gebied.